# Heinz Puhst
Heinz Puhst (* 20. Juli 1930 in Berlin; † 15. Dezember 2006 ebenda) war ein deutscher Politiker (SPD).

## Leben
Puhst machte im Jahr 1950 das Abitur und wurde anschließend Dienstanwärter beim Senat von Berlin. 1952 wurde er Beamter. Nach dem Besuch der Verwaltungsschule Berlin machte er 1961 die Prüfung als Diplom-Kameralist.

## Politik
Im Jahr 1952 wurde Puhst Mitglied der SPD. Bei der Berliner Wahl 1958 wurde er in die Bezirksverordnetenversammlung im Bezirk Wedding gewählt und seit 1964 Vorsitzender der SPD-Fraktion dort. Im Jahr 1970 wurde er zum Bezirksstadtrat im Wedding gewählt. Bei der Berliner Wahl 1979 wurde Puhst in das Abgeordnetenhaus von Berlin für den Wahlkreis Wedding 2 gewählt. Bis 1985 gehörte er dem Parlament an.

## Soziales Engagement
Er war Mitglied der Arbeiterwohlfahrt e. V. (AWO) in Berlin seit 1970 und seit dem Jahr 1977 Vorstandsmitglied im AWO-Kreisverband. Puhst betätigte sich im Vorstand der Ella-Kay-Stiftung und gehörte dem Aufsichtsrat der Pflegegesellschaft an. Zudem leitete er über 25 die Kinder- und Jugendeinrichtung in der Bellermannstraße.

## Ehrungen
- Ida-Wolff-Medaille der Arbeiterwohlfahrt[1]
- Marie-Juchacz-Medaille der Arbeiterwohlfahrt[1]